# Góry Hisarskie
Góry Hisarskie (katorkuhi Hisor) – pasmo górskie w Ałaju (Tadżykistan i częściowo Uzbekistan), sąsiadujące z górami Bajsuntau, Babatag i Aktau oraz z Pamirem od południa, a z Górami Zarafszańskimi od północy. Ciągnie się równoleżnikowo na przestrzeni ok. 200 km, stanowiąc dział wodny między dorzeczem Zarafszanu i górnej Amu-darii. Wysokość do 4634 m n.p.m. Góry zbudowane głównie ze skał krystalicznych, łupków i piaskowców poprzerywanych intruzjami granitowymi. W niższych partiach występuje roślinność drzewiasto-krzewiasta, wyżej – łąki subalpejskie i alpejskie oraz górskie kserofity. Na południe od gór ciągnie się równolegle do nich śródgórska Kotlina Hisarska (wysokość ok. 700–1000 m n.p.m.) – region rolniczy (bawełna, pszenica, sezam, len, sady i ogrody), w którym leży stolica Tadżykistanu Duszanbe.